# Bathysolea lagarderae
Bathysolea lagarderae es una especie de pez de la familia Soleidae en el orden de los Pleuronectiformes.

## Distribución geográfica
Se encuentran en las  costas del oeste de Madagascar.